# Ratzeburger Schloss

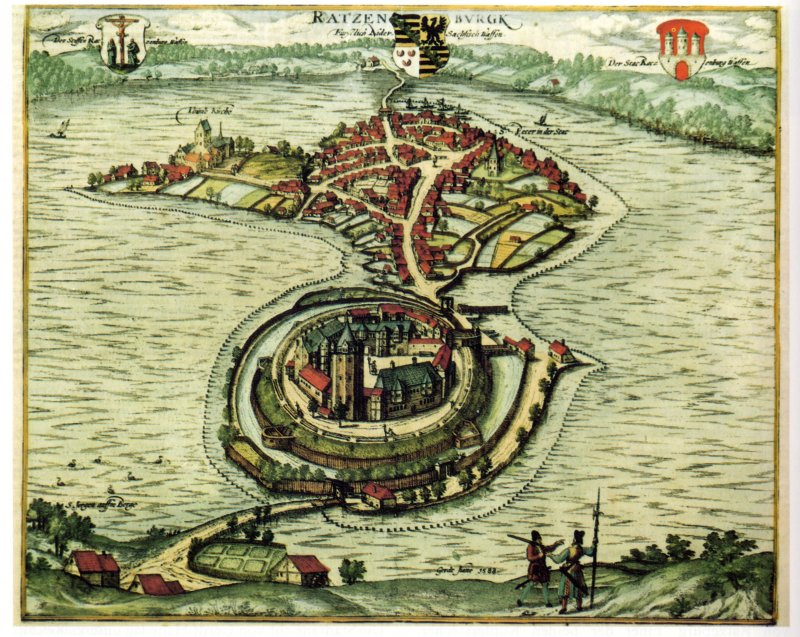
Darstellung Ratzeburgs von Georg Braun und Frans Hogenberg, 1588, mit dem Schloss und der dahinter liegenden Stadtinsel samt Dombezirk

Das Ratzeburger Schloss war namensgebend für die heutige Stadt Ratzeburg im südöstlichen Schleswig-Holstein. Das aus einer abodritischen Wehranlage hervorgegangene Schloss war eine der Residenzen des Herzogtums Sachsen-Lauenburg. Es befand sich auf dem westlichen Ausläufer der Ratzeburger Altstadtinsel und wurde am Ende des 17. Jahrhunderts vollständig zerstört.

## Geschichte

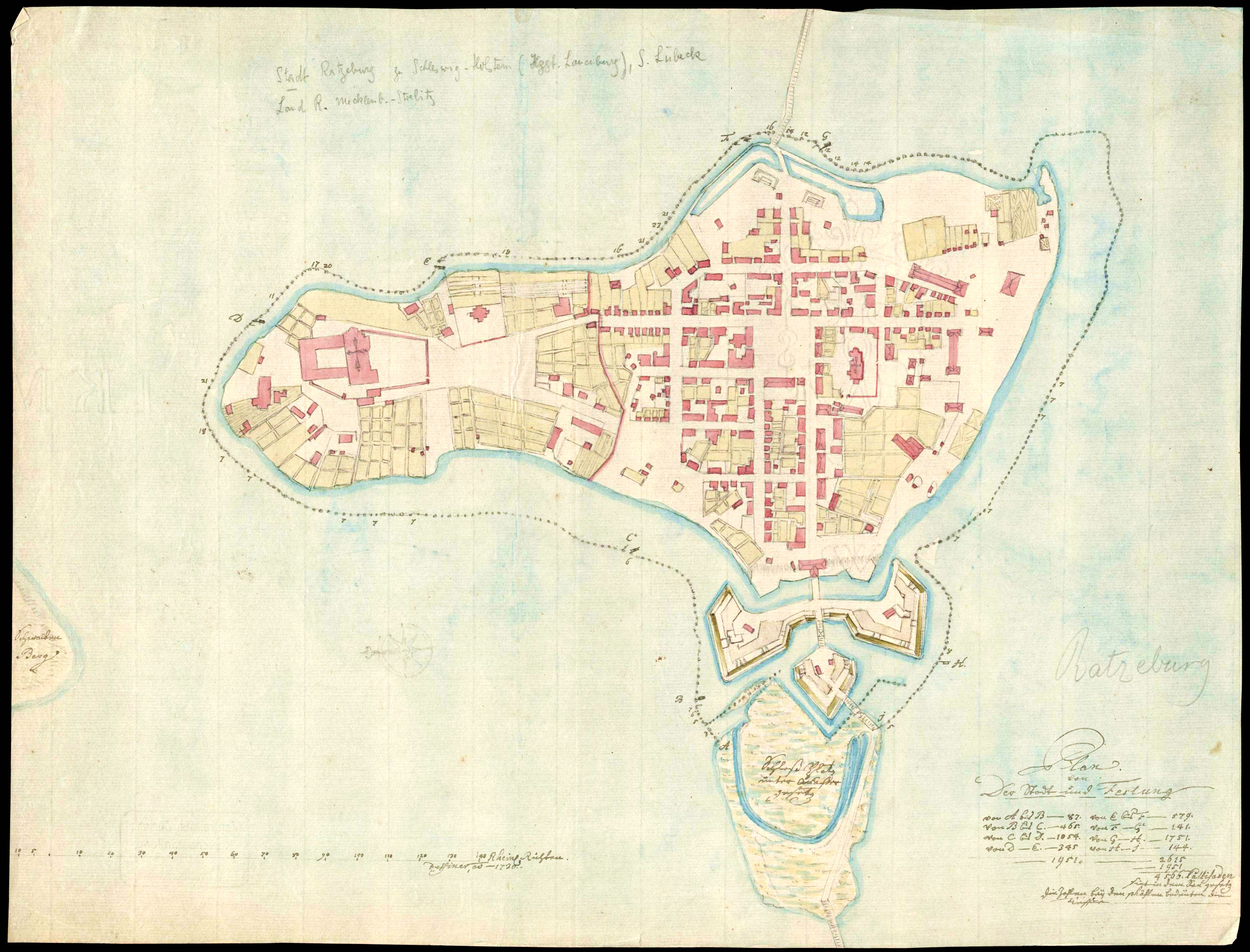
Das Ratzeburger Schloss (unten) auf einem Plan von der Stadt und Festung Ratzeburg aus dem Jahr 1730

Das Schloss ging vermutlich auf eine unter dem Polabenfürst Ratse errichtete Ringburg des 11. Jahrhunderts zurück. Die erste urkundliche Erwähnung fand 1062 statt, als die Anlage im Zuge der Christianisierung des slawischen Gebiets an Herzog Ordulf aus dem Stamm der Billunger ging. Nach gewaltsamen Auseinandersetzungen wechselten die Besitzverhältnisse zwischen Wenden und Christen in den folgenden Jahrzehnten mehrfach. Ab 1093 wurden die slawischen Stämme in der Region endgültig besiegt und Ratzeburg ging in sächsischen Besitz über. Unter Heinrich von Badewide wurde die slawische Wallburg zu einer steinernen Festung ausgebaut und war kurze Zeit Mittelpunkt der Grafschaft Ratzeburg. Nach deren Ende 1227 ging Ratzeburg als Lehen an das Geschlecht des Askanier, die das Herzogtum Sachsen-Lauenburg begründeten.
Die Ratzeburg diente zusammen mit dem Lauenburger Schloss als Residenz des Herzogtums. Sie wurde in den folgenden Jahrhunderten nach und nach zum befestigen Schloss aus- und umgebaut. Es handelte sich seit dem späten Mittelalter um eine befestigte Anlage, die aus zahlreichen Einzelbauten zu einem großen, von Wällen, Wassergräben und Palisaden umgebenen Adelssitz ausgeweitet wurde; ähnlich wie das ebenfalls aus einer slawischen Ringburg hervorgegangene Schweriner Schloss. Nach der Zerstörung des Lauenburger Schlosses 1656 war das Ratzeburger Schloss die einzig verbliebene größere Residenz des Herzogtums. Sie war unter anderem der Geburtsort von Franziska Sibylla Augusta von Sachsen-Lauenburg. Die Askanier gelangten im Zuge des Dreißigjährigen Krieges an die in Böhmen gelegene Herrschaft Schlackenwerth und residierten von da an vorwiegend außerhalb des Herzogtums. Das dortige Schloss wurde mit großem Aufwand errichtet und ausgestattet, während die Bauten im nördlich gelegenen Stammland vernachlässigt wurden. Nach dem Aussterben der Askanier fiel das Herzogtum an das Fürstentum Lüneburg. Ratzeburg wurde nun mit einem modernen Festungsgürtel umgeben, für dessen Bau das Schloss ab 1690 weitgehend niedergelegt wurde. Die Festung am Rande des dänischen Einflussgebiets erregte das Missfallen des dänischen Königs Christian V., der Ratzeburg darauf 1693 durch ein mehrtägiges Bombardement fast vollständig zerstören ließ. Auch die noch verbliebenen Reste des Schlosses fielen dem Beschuss zum Opfer. Die Stadt wurde bis ins 18. Jahrhundert neu wieder aufgebaut, da das herzogliche Haus jedoch keinen Bedarf mehr an einer dauerhaften Residenz in Ratzeburg hatte, wurde kein Neubau des Schlosses in Angriff genommen.

## Gegenwart
Vom Schloss sind heute kaum noch Spuren vorhanden, wenngleich einige Fundamentreste im Erdreich überdauert haben. Der einstige Standort des Schlosses wird bis in die Gegenwart als Schlosswiese bezeichnet, dort im Boden sind auch die Ausmaße eines der früheren Türme markiert. Wenngleich das eigentliche Ratzeburger Schloss seit Jahrhunderten zerstört ist, befindet sich im Dombezirk mit dem Herrenhaus der Herzöge von Mecklenburg ein weiterer schlossähnlicher Bau, der Mitte des 18. Jahrhunderts als Nebenresidenz der Herzöge von Mecklenburg-Strelitz in deren Ratzeburger Exklave errichtet wurde. Dieser Bau beherbergt heute das Kreismuseum, in dem unter anderem auch die Geschichte der Stadt Ratzeburg und ihres zerstörten Schlosses erläutert wird.